# Barroua
Barroua (pels anglesos Barua) és un llogaret de la costa nord-est del Llac Txad, famós perquè fou el punt de finalització d'una línia de delimitació de la zona d'influència francesa i britànica entre el que després foren el Níger i Nigèria.
El 1890 Gran Bretanya va demanar una reunió de la comissió anglo-francesa per fixar les esferes d'influència de cada estat a la zona del riu Níger i durant 1890 els delegats (M. Waddingtou, per França, i lord Salisbury per Gran Bretanya) es van trobar a Londres i van establir una convenció signada el 5 d'agost de 1890. En virtut d'aquest acord una línia recta de Say (Níger) a Barroua marcaria en endavant el límit accessible per les dues potències; així la millor part quedava per Anglaterra amb terrenys rics i fèrtils al sud (regnes hausses, Sultanat de Sokoto, Bornu) mentre les terres al nord, més àrides, foren reconeguts a França. La navegació pel riu Níger fou declarada lliure igual que la del seu afluent el Bénoué (riu Benue en anglès); la «Companyia del Níger», instal·lada a les boques del riu gaudiria del dret internacional sobre la desembocadura; més enllà del Txad, el Sultanat de Baguirmi i l'Emirat d'Adamawa restarien independents a l'espera del primer ocupant.
Les relacions entre els europeus i els indígenes mossis es van tensar el 1891 amb l'expedició del capità Monteil, encarregat de reconèixer la línia Say-Barroua establerta l'any anterior: Monteuil va visitar Ségou i Sikasso, però a Ouagadougou, el Mogho Naaba (Moro Naba) va rebutjar rebre'l.